# Vates amazonicus
Vates amazonicus es una especie de mantis de la familia Mantidae.

## Distribución geográfica
Se encuentra en Brasil, Guayana Francesa, Surinam y Venezuela.